# Supercúmul de Coma
El Supercúmul de Coma o Abell 1656, és una petita estructura de l'Univers. Està localitzat a 300 milions d'anys llum de la Terra, on es troba al centre de la Gran Muralla. El supercúmul de Coma és el cúmul massiu de galàxies més proper, té una forma esfèrica amb un diàmetre de 20 milions d'anys llum i conté més de 3.000 galàxies. Està localitzat en la Cabellera de Berenice. Malgrat la seva petita grandària conté un gran nombre de galàxies. Aquestes estan localitzades en els seus dos més grans cúmuls de galàxies, en el cúmul de Coma i el cúmul de Lleó. Ha estat un dels primers supercúmuls a ser descoberts i ha ajudat molt als astrònoms en la seva tasca per entendre l'estructura de l'univers.